# Callechelys
Callechelys – rodzaj ryb promieniopłetwych z podrodziny Ophichthinae w obrębie rodziny żmijakowatych (Ophichthidae).

## Rozmieszczenie geograficzne
Strefa tropikalna oceanów – Indo-Pacyfiku (wraz z Morzem Czerwonym), zachodniego i wschodniego Oceanu Atlantyckiego.

## Morfologia
Długość ciała do 170 cm; brak danych dotyczących masy ciała.

## Systematyka
Rodzaj zdefiniował w 1856 roku niemiecki paleontolog i przyrodnik Johann Jakob Kaup w artykule poświęconym przeglądowi ryb węgorzokształtnych opublikowanym w czasopiśmie Archiv für Naturgeschichte. Gatunkiem typowym jest (oznaczenie monotypowe) C. marmorata.

### Etymologia
- Callechelys: gr. καλλος kallos ‘piękno’, od καλος kalos ‘piękny’; εγχελυς enkhelus ‘węgorz’[6].
- Cryptopterygium: gr. κρυπτος kruptos ‘ukryty’[7]; pterugιον pterugion ‘mała płetwa’, zdrobnienie od πτερυξ pterux, πτερυγος pterugos ‘płetwa’[8]. Gatunek typowy (oryginalne oznaczenie (również monotypowe)): Cryptopterygium holochroma Ginsburg, 1951 (= Gordiichthys springeri Ginsburg, 1951).

### Podział systematyczny
Do rodzaju należą następujące gatunki:
- Callechelys bilinearis Kanazawa, 1952
- Callechelys bitaeniata (Peters, 1877)
- Callechelys catostoma (Schneider, 1801)
- Callechelys cliffi Böhlke & Briggs, 1954
- Callechelys eristigma McCosker & Rosenblatt, 1972
- Callechelys galapagensis McCosker & Rosenblatt, 1972
- Callechelys guineensis (Osório, 1893)
- Callechelys kuro (Kuroda, 1947)
- Callechelys leucoptera (Cadenat, 1954)
- Callechelys lutea Snyder, 1904
- Callechelys maculatus Chu, Wu & Jin, 1981
- Callechelys marmorata (Bleeker, 1854)
- Callechelys muraena Jordan & Evermann, 1887
- Callechelys papulosa McCosker, 1998
- Callechelys randalli McCosker, 1998
- Callechelys springeri (Ginsburg, 1951)